# Партизанское движение в оккупированных областях РСФСР во время Великой Отечественной войны
Советское партизанское движение в РСФСР — партизанское движение против немецких оккупантов и их союзников на территории оккупированных областей РСФСР во время Великой Отечественной войны. Составная часть советского партизанского движения на оккупированной территории СССР.

## Особенности организации партизанского движения
Партизанская борьба против немецких войск на оккупированных территориях РСФСР имела ряд особенностей. Она велась в прифронтовой полосе, где размещались крупные войсковые группировки врага, имелась густая сеть контрразведывательных и карательных органов. Например, на территориях Смоленской области были сосредоточены основные силы группы армий «Центр» и её резервы, находилось много усиленно охраняемых объектов (65 армейских штабов, 32 больших военных склада, 10 фронтовых аэродромов). В ряде областей РСФСР естественные условия (степи) не способствовали развертыванию партизанской борьбы. Это сказалось на организации и формах борьбы в тылу врага, на структуре партизанских формирований. На территориях Ростовской, Воронежской, Сталинградской областей крупных партизанских соединений не формировалось, действовали подпольные организации и диверсионные партизанские группы.

## Партизанское движение по областям

### Московская область

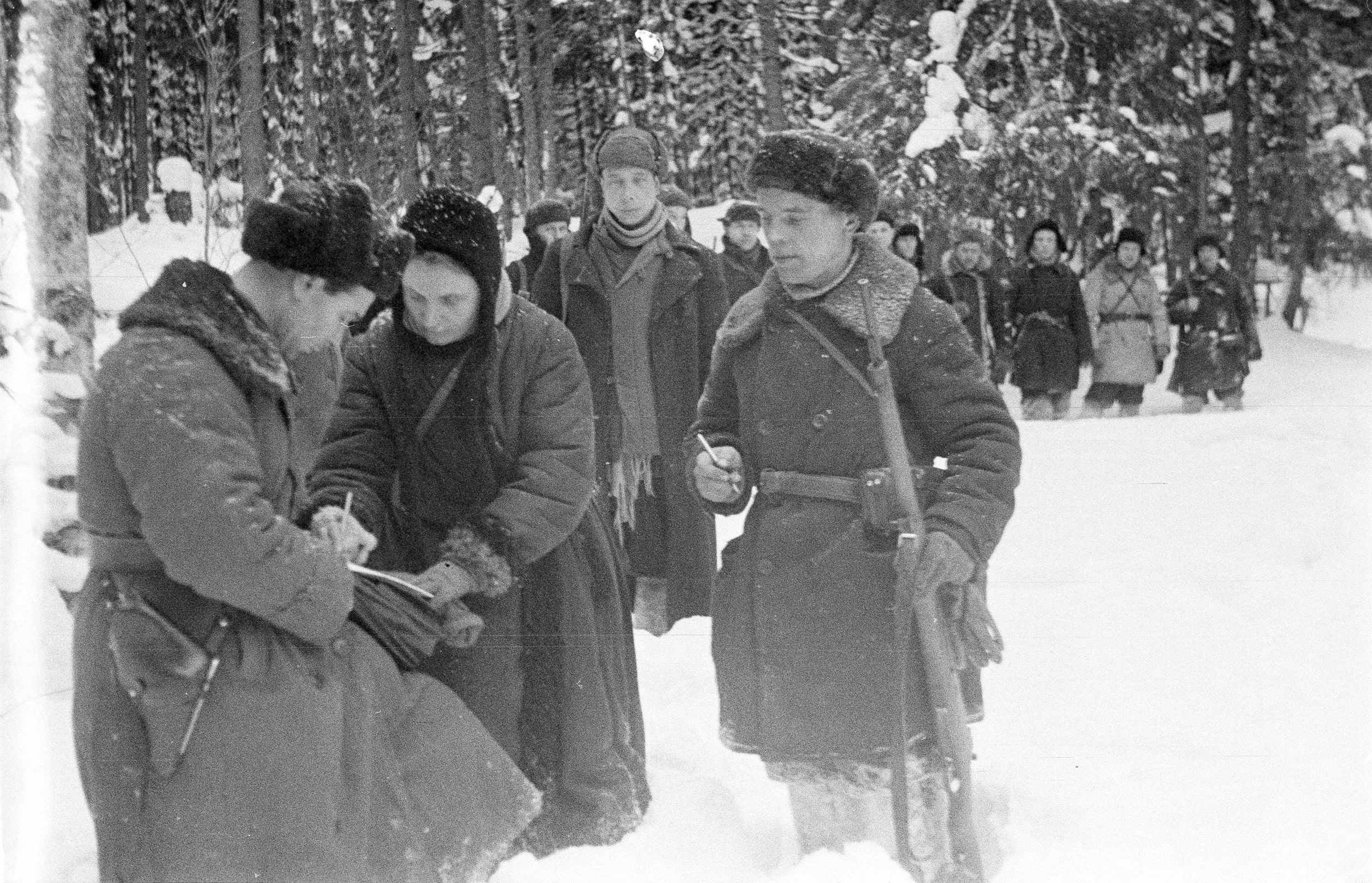
Партизаны из отряда Уваровского района подписывают текст присяги. Не позднее ноября 1941 года

Подпольем и партизанским движением руководил созданный в июле 1941 года областной штаб, действовавший до января 1943 года. Временной оккупации подверглись 27 районов Московской области, в том числе 17 районов полностью. В районах области, не подвергавшихся оккупации, были также создано подполье и партизанские отряды, некоторые из них были переброшены на оккупированные территории.
С октября 1941 года в области вёл боевые действия 41 партизанский отряд (всего 1800 человек). Из москвичей сформированы истребительный мотострелковый полк, 25 партизанских отрядов, 377 диверсионных групп (более 15 000 человек). Партизаны области оказали значительную помощь советским войскам в период Московской битвы 1941—1942 годов. Ими было выведено из строя свыше 17 000 немецких оккупантов и коллаборационистов, 60 танков, около 880 автомашин, 35 мостов, подорвано 5 воинских эшелонов.
Примером героизма явился подвиг московской комсомолки-партизанки Героя Советского Союза 3ои Космодемьянской, имя которой стало символом мужества. Звания Героя Советского Союза удостоены также М. А. Гурьянов, И. Н. Кузин, С. И. Солнцев.

### Ленинградская область

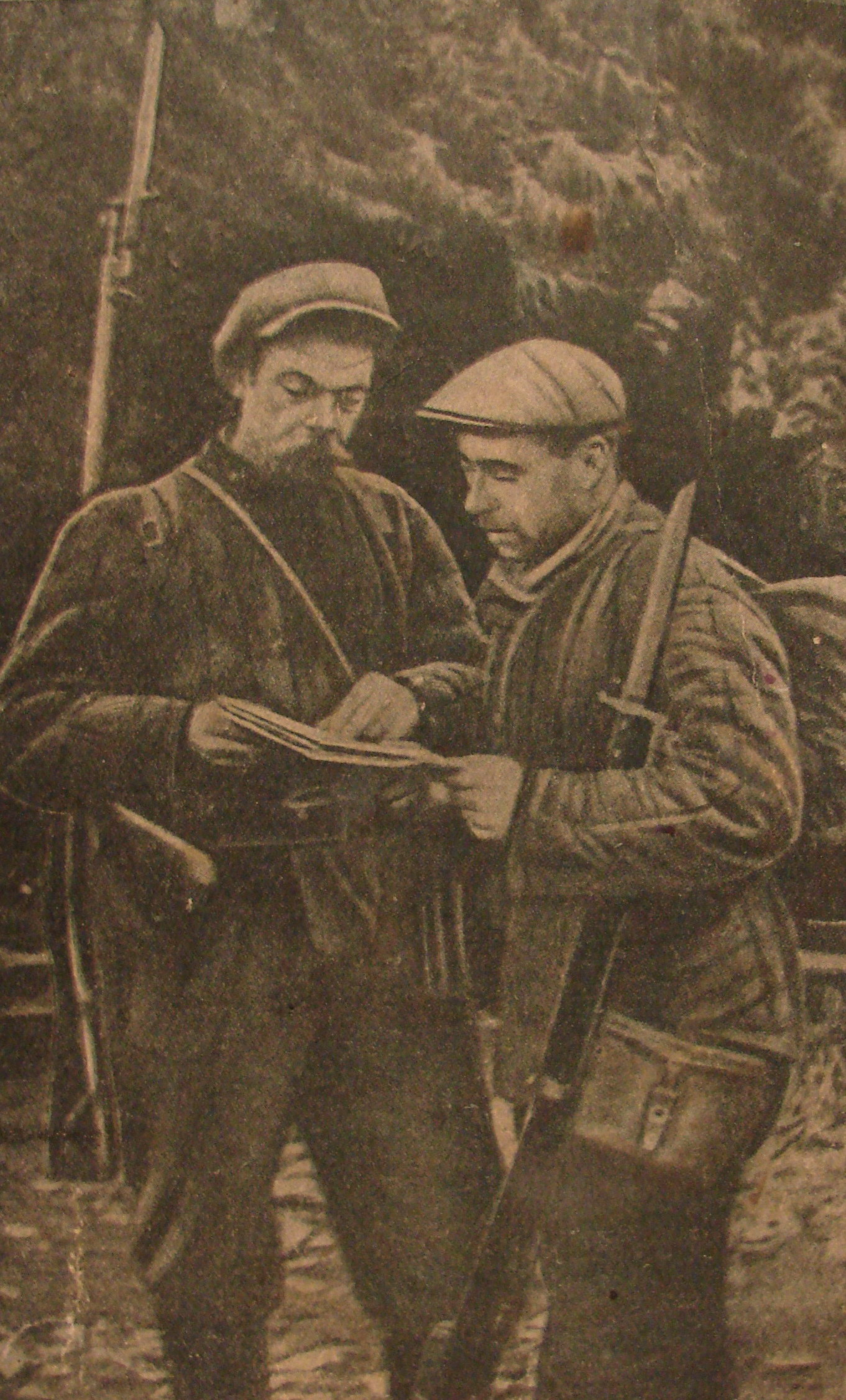
В тылу врага. Ленинградская область. 1943 г.

Ввиду близости Ленинграда к границе подготовка подполья и формирование партизанских отрядов началась с самого начала войны. В начале июля 1941 года Ленинградским областным комитетом ВКП(б) была создана специальная группа партийных работников для руководства партизанским движением. Её руководителем был назначен Г. Х. Бумагин.
К августу 1941 года сформирован 191 партизанский отряд (около 9000 человек). 27 сентября 1941 года создан Ленинградский штаб партизанского движения (ЛШПД) — первый областной штаб партизанского движения в стране. В состав штаба вошли М. Н. Никитин (руководитель), заведующий военным отделом обкома М. Ф. Алексеев, начальник разведывательного управления Ленинградского фронта П. П. Евстигнеев и начальник областного управления НКВД П. Н. Кубаткин.
К осени 1941 года на оккупированных территориях действовало 287 партизанских отрядов, 6 партизанских полков, 125 подпольных организаций (всего до 18 000 бойцов). На территориях тогдашней Ленинградской области ( в настоящее время на этой территории расположены также Псковская и Новгородская области) в октябре 1941 года возник партизанский край (около 11 000 км²), который контролировался 2-й Ленинградской партизанской бригадой. Зимой 1941—1942 годов наступил некоторый спад в развитии партизанского движения; сказывались большие потери в боях, трудности зимнего базирования отрядов.
Весной 1942 года в полосе Северо-Западного фронта начали действовать 3-я и 4-я партизанские бригады. В трудные дни блокады Ленинграда партизаны в феврале 1942 года доставили через фронт в город обоз с продовольствием (220 подвод), добровольно собранный жителями партизанского края. Обоз был сформирован в деревне Нивки Дедовичского района Псковской области. Большую помощь ленинградские партизаны оказали советским войскам в период операции по прорыву блокады. Партизаны участвовали в операциях «Рельсовая война» и «Концерт».
К маю 1943 года в области действовало 5 партизанских бригад и отдельный полк, десятки небольших отрядов и групп. Осенью 1943 года образованы ещё 3 партизанских края:
- в центральной части области (500 населённых пунктов, 150 000 жителей)
- в северо-западной части (свыше 400 населённых пунктов, 50 000 жителей)
- в юго-западной части (около 400 населённых пунктов, 100 000 жителей).

На 1 января 1942 года в партизанских отрядах области — около 2500 человек, на 1 августа 1943 года — свыше 4200, на 1 декабря 1943 года — более 20300, на 1 января 1944 — 35000 человек. К январю 1944 года на территории области действовало 13 партизанских бригад (35 000 человек; партизанский резерв — около 100 000 человек). В период разгрома немецких войск под Ленинградом и Новгородом в начале 1944 года партизанские соединения выполняли задания командования Красной Армии. Ленинградские партизаны оказали большую помощь в организации эстонских партизанских отрядов, взаимодействовали с латвийскими и карельскими партизанами.
В 1941—1944 годах партизанами уничтожено свыше 104 000 оккупантов и их пособников, подорвано более 1100 эшелонов, 100 самолётов, около 300 танков, 4600 автомашин, 1380 мостов и 326 складов.

### Калининская область

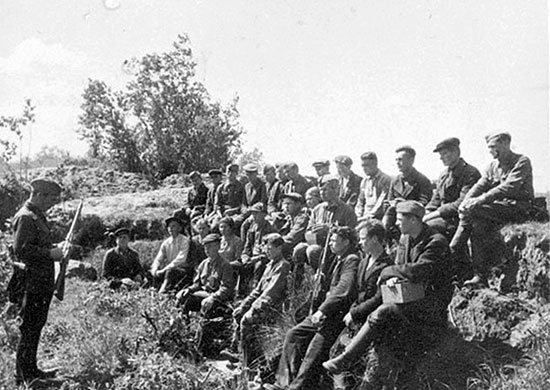
Школа подготовки партизанских кадров (школа диверсантов). Комиссар школы старший политрук Г.С. Радюк проводит занятия по материальной части винтовки. Калининский фронт, д. Шейно. Сентябрь 1942 г.

Подпольные организации и партизанские отряды создавались в области с июля 1941 года. К концу октября 1941 года на территориях области действовали 55 партизанских отрядов (свыше 1600 бойцов). Партизаны особенно активизировали боевые действия в решающий период Московской битвы 1941—1942 годов. Зимой 1941—1942 годов были освобождены Советской Армией 24 района области. В июле 1942 года создан Калининский ШПД. К октябрю 1942 года на оккупированных территории области образовался партизанских край, который в 1942 года удерживался 1-м Калининским партизанских корпусом.
В апреле 1943 года действовало 14 партизанских бригад (62 отряда), свыше 9 тысяч партизан, в декабре 1943 года — около 14 тысяч партизан. Партизанские отряды взаимодействовали с советскими войсками в период наступательных операций 1943—1944 годов.
В 1941—1943 годах было выведено из строя свыше 10 000 оккупантов и их пособников, подорвано более 700 эшелонов, около 100 танков, 3225 автомашин и более чем 1300 мостов.

### Смоленская область

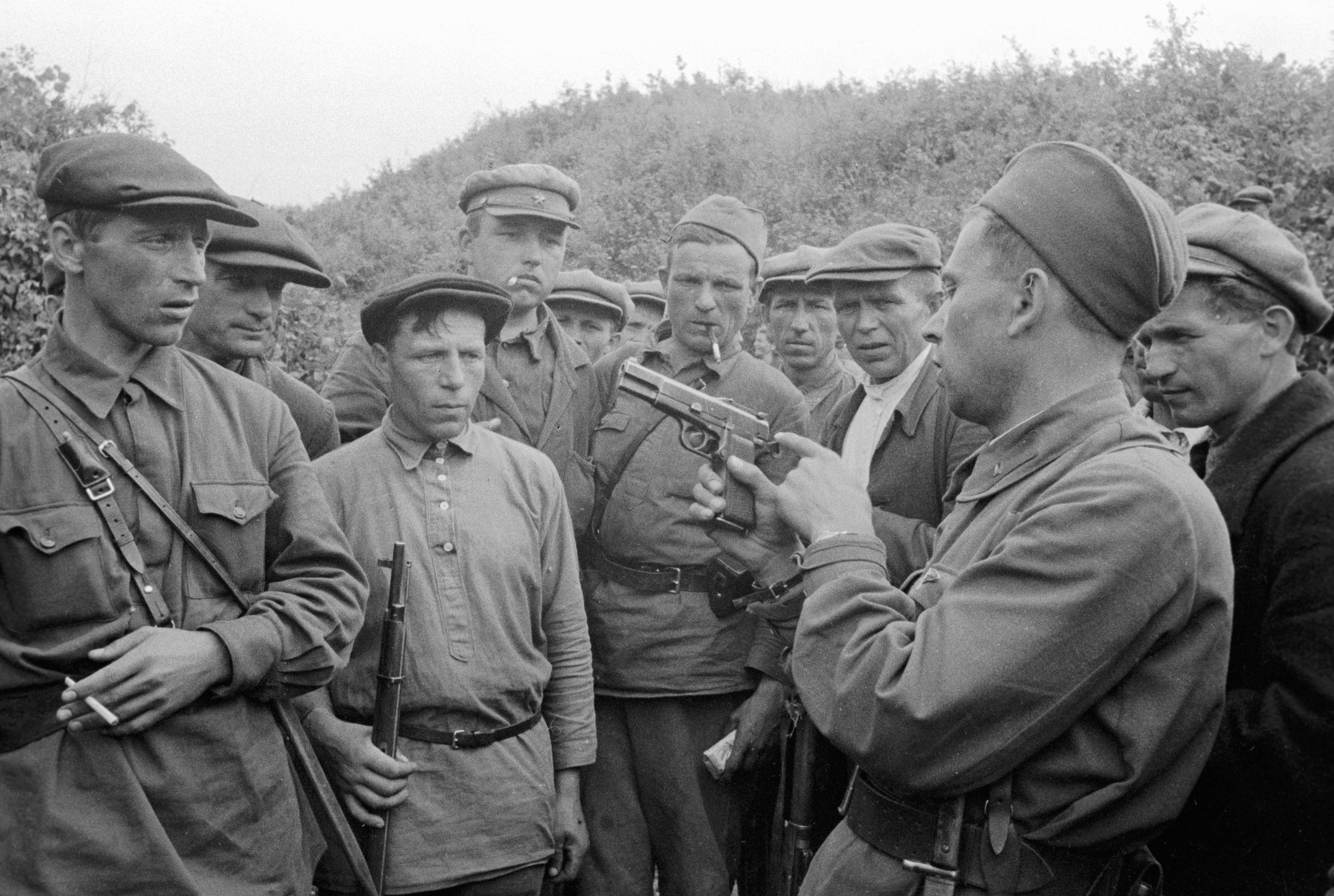
Командир партизанского отряда знакомит бойцов с оружием. Смоленская область.
23 августа 1941 года

С 29 июля 1941 года в области начато формирование партизанских отрядов. В ноябре 1941 года на оккупированных территориях действовало 42 партизанских отряда (свыше 35 000 человек), около 10 партизанских отрядов особого назначения, а также формирования, созданные частями и отдельными группами воинов Советской Армии, оказавшимися в окружении и перешедшими к партизанским методам борьбы. Партизанское движение на Смоленщине можно разбить на 4 этапа:
Первый этап(июль -декабрь 1941 года)-период зарождения партизанского движения. Отряды малочисленны и действовали разобщенно.
Второй этап(январь-июнь 1942 года) -период развития, от мелких операций партизаны переходят к решению больших и сложных задач, освобожден г. Дорогобуж, перерезана ж/д линия Смоленск-Сухиничи и Вязьма-Брянск. Налажена связь с Большой землей. В январе—феврале 1942 года образованы 3 партизанских края:
- Дорогобужский партизанский край
- Вадинский партизанский край
- Северо-Западный партизанский край

По постановлению ГКО от 30 мая 1942 года образован Западный ШПД.
Третий этап (июнь-ноябрь 1942 года) — партизаны переходят к диверсиям на коммуникациях противника, начали совершать глубокие рейды.
Четвертый этап (осень 1942 г — освобождение области) — начало «рельсовой войны», боевые действия переносятся на территорию Белоруссии.
В 1941—1943 годах в области действовало свыше 120 отрядов и соединений (свыше 60 000 бойцов). Партизанские отряды взаимодействовали с советскими войсками в период наступательных операций 1943 года. За 1941—1943 годы было выведено из строя около 100 000 оккупантов и их пособников, подорвано свыше 1350 эшелонов, 530 танков, 3200 автомашин и 580 мостов.
Свыше 10000 партизан и подпольщиков награждены орденами и медалями СССР. По мнению начальника ЦШПД Пономаренко П. К. потери партизан составили более 30 % от общей численности.

### Орловская область

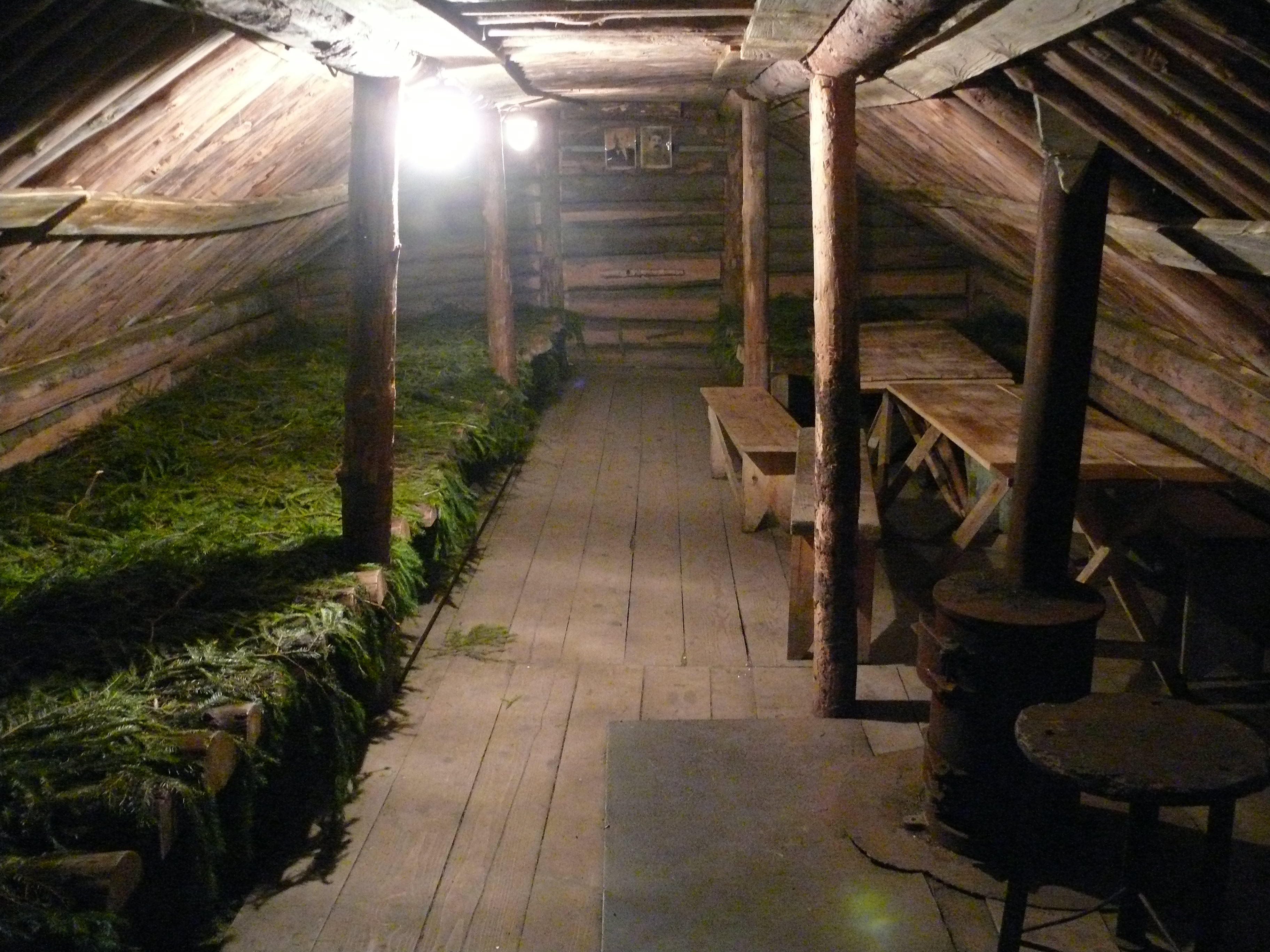
Музейная партизанская землянка, Мемориальный комплекс «Партизанская поляна»

С 4 июля 1941 года в области началась подготовка подполья и партизанских движения. Летом 1941 года сформированы 72 партизанских отряда. Зимой 1941—1942 года партизанские отряды очистили от оккупантов значительные территории и создали Брянский партизанский край, который сыграл большую роль в организации партизанских действий в тылу врага на территории других областей РСФСР, Украины и Белоруссии. Партизанские формирования, действовавшие в Брянских лесах, составили 3 группировки: южную, западную и северную (Дятьковский партизанский край).
В 1942 году вели борьбу 42 подпольные организации и около 80 других организаций и групп. 23 апреля 1942 года создан Штаб объединенных партизанских отрядов южного и юго-западного районов Орловской области. К 1 июля сформирован Брянский ШПД. К лету 1942 года на Брянщине сражалось 24 000 партизан и подпольщиков. Осенью 1942 года партизанские отряды были объединены в более крупные формирования — партизанские бригады.
13 мая 1943 года расформирован Штаб объединённых партизанских отрядов и создана Южная оперативная группа. В сентябре 1943 года в области действовало 27 партизанских соединений, 139 отрядов (более 60 000 человек). В 1941—1943 годах было выведено из строя свыше 154 000 оккупантов и их пособников, подорвано более 830 эшелонов, свыше 330 танков, около 2000 автомашин и 266 мостов. Особенно активизировались действия партизан в период Курской битвы.

### Курская область
На территории области действовало 22 партизанских отряда. В лесах Орловской и Курской областей сражались 1-я и 2-я Курские партизанские бригады. В 1941—1943 годах было выведено из строя около 18 000 оккупантов и их пособников, разгромлено 95 полицейских гарнизонов, подорвано свыше 140 эшелонов, около 30 танков, 260 автомашин и 70 мостов.

### Тульская область
Из 40 районов области в 1941 году полностью было оккупировано 33. Осенью 1941 года в 30 районах организованы партизанские отряды (800 человек). Всего в 1941—1942 годах на оккупированных территориях действовало 329 отрядов и групп (по некоторым данным более 2000 человек), которые вывели из строя свыше 1600 оккупантов и их пособников, 15 танков и 280 автомашин.

### Воронежская область
С октября 1941 года в области началось формирование партизанских отрядов, объединивших 4883 бойца. Весной 1942 года 66 % личного состава отрядов было призвано в армию. К июлю 1942 года в районах области имелось 158 мелких партизанских отрядов (по 15—25 человек). Ещё летом 1942 года организованы специальные школы, где готовились партизанских кадры. В связи со степным характером местности крупные партизанские соединения не создавались (исключение — Воронежская партизанская дивизия, совершившая в 1943—1944 годах глубокий рейд в западные районы), действовали небольшие партизанских отряды и диверсионные группы.

### Ростовская область

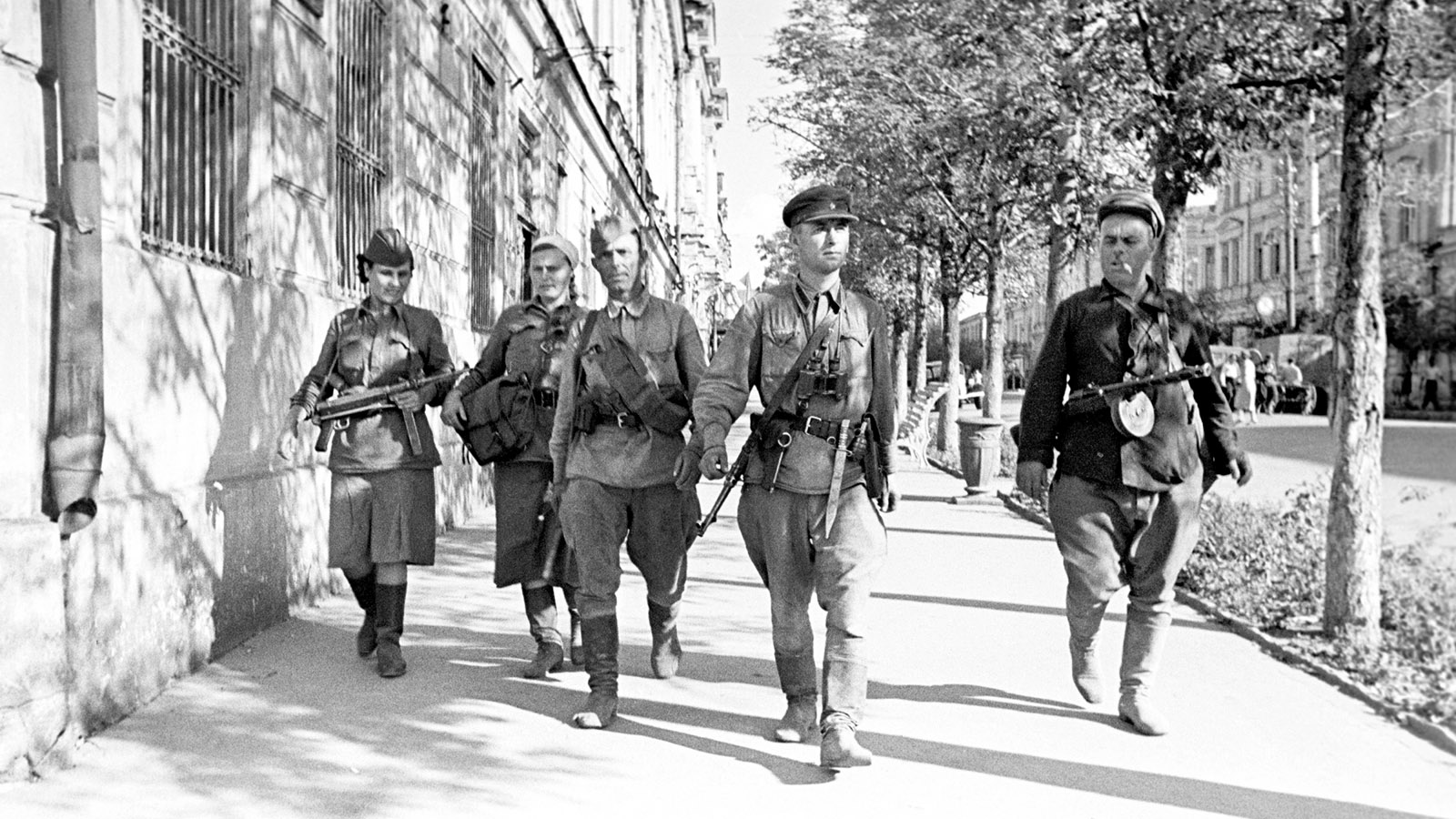
Партизаны проходят по улице освобожденного Таганрога. Август 1943 года

Степной характер местности не позволял создавать в области крупные партизанских соединения, поэтому главное внимание с осени 1941 года уделялось формированию подпольных организаций и групп, небольших партизанских отрядов. К концу 1941 года созданы 83 партизанских отряда и группы (свыше 3200 человек). После оккупации образованы подпольные организации в Таганроге, Ростове, в городе Шахты. На территории Таганрогского, Анастасиевского, Фёдоровского и Куйбышевского районов осенью — зимой 1941 постоянно действовавших партизанских отрядов не было, партизаны проникали сюда через Таганрогский залив, после операций возвращались на свои базы.
К маю 1942 года на территории области вместо 83 было образовано 67 отрядов (по одному в каждом районе; свыше 2300 человек). В период боёв за освобождение области с Советской Армией взаимодействовали около 4000 партизан. Было выведено из строя около 1000 солдат и офицеров, уничтожено 720 автомашин, 19 танков, 9 мостов.

### Сталинградская область
Подготовительная работа по организации партизанской борьбы в тылу врага началась осенью 1941 года. К началу Сталинградской битвы в области было сформировано 34 партизанских отряда и 19 подпольных групп (всего 879 человек), для которых были заложены продовольственные базы и базы вооружения. Условия партизанских борьбы затруднялись отсутствием лесов, сосредоточением большего количества немецких войск на территории области.
В оккупированных районах области борьбу вели 8 партизанских отрядов (122 бойца), 9 подпольных групп (72 человек). ШПД области в ноябре 1942 — январе 1943 годов направил в тыл врага 340 партизан (80 групп).

## Нанесённый урон
В партизанских формированиях РСФСР состояло более 250 тысяч человек, работало 35 тысяч подпольщиков, которые вывели из строя свыше 650 тысяч немецких оккупантов и коллаборационистов, подорвали свыше 4 тысяч эшелонов, сотни танков, автомашин, самолётов, мостов и других объектов инфраструктуры. Около 40 тысяч партизан и подпольщиков награждены орденами и медалями, 57 человек удостоены звания Герой Советского Союза.